# MG42
MG42 (forkortelse af Maschinengewehr 42) var et maskingevær udviklet og brugt af Nazityskland under 2. verdenskrig. Maskingeværet blev indført i 1942 som afløser for det tidligere MG34-maskingevær. Begge blev dog produceret frem til slutningen af krigen.
MG42 er det maskingevær, der har den højeste skudkadence blandt etløbede maskingeværer, og det afgiver en meget distinkt lyd ved affyringen. MG42 er kendt som et pålideligt, holdbart og simpelt maskingevær. Designet bruges stadig i dag i efterfølgeren MG3, der også bruges af det danske forsvar under betegnelsen LMG M/62.

## Historie
MG42 blev udviklet af Metall und Lackierwarenfabrik Johannes Grossfuss AG som et resultat af forsøg på forbedringer af MG34-maskingeværet.
Produktionen begyndte i 1942 hos Grossfuss, Mauser, Gustloff og andre. Der blev produceret over 400.000 eksemplarer under krigen (17.915 i 1942, 116.725 i 1943, 211.806 i 1944 og 61.877 i 1945). Produktionen af et MG42-maskingevær tog kun det halve antal mandetimer i forhold til MG34 og krævede mindre metal.
En af våbnets mest bemærkelsesværdige egenskaber var dets høje skudkadence på omkring 1.500 skud i minuttet, mens nogle versioner kunne skyde op til 1.800 skud i minuttet. Til sammenligning var kadencen på det britiske Vickers.maskingevær 600 skud/minut. Ved en så høj skudkadence kan det menneskelige øre dårligt opfange lyden af hvert enkelt skud, og lyden beskrives som lyden af stof, der rives i stykker. Maskingeværet fik mange øgenavne, de tyske soldater kaldte det "Hitlersäge" (Hitlers Sav), de britiske tropper kaldte det "Spandau" efter producentens indgraveringer af navnet på det distrikt i Berlin, hvor det blev fremstillet.
Våbnet havde en så stor psykologisk effekt på de allierede soldater, at den amerikanske hær lavede træningsfilm, der skulle hjælpe soldaterne med at klare den psykologiske påvirkning af mødet med MG42-maskingeværet i kamp.
Grunden til den store skudkadence var eksperimenter, der havde vist at soldater kun havde kort tid til at skyde på fjenden i kamp. Det blev derfor vurderet som afgørende at kunne affyre så mange skud som muligt på denne tid for at forøge chancen for at ramme. Problemet med dette princip er, at våbnet brugte massive mængder ammunition og hurtigt overophedede løbet, hvilket gjorde kontinuerlig ildafgivelse besværlig. For at overkomme dette problem blev MG42 udleveret med et ekstra løb, som kunne skiftes på få sekunder.
I de sene 1930'ere havde MG34 været tilfredsstillende, men den havde dog sine problemer, eksempelvis var det følsomt over for støv og sand. Dertil kom relativt høje produktionsomkostninger. Et forsøg på at forbedre designet var modellen MG34S. En meget større forbedring kom med modellen MG 39 fra Grossfuss, der var eksperter i at valse og presse stål. Det tog kun 75 mandetimer at færdiggøre MG 39-maskingeværet imod MG34-modellens 150 timer. Prisen blev reduceret til 250 Reichsmark mod tidligere 327.
MG39 blev i 1942 indført som MG42.
MG42 vejede 11,6 kg i rollen som let maskingevær med støtteben. Når maskingeværet blev brugt i en tungere støtterolle, brugtes den nyudviklede Lafette 42 affutage, der vejede 20,5 kg alene. Løbet var lettere end på MG34 og blev hurtigere overophedet, men kunne hurtigt skiftes af en trænet hjælper.
Våbnet blev betjent af tre mand, skytten, en soldat. der ladede våbnet, og også bar ekstra løb, samt en soldat, der holdt øje med og udpegede mål. Det var muligt for et sådant hold at afgive kontinuerlig ild kun afbrudt, når løbet skulle skiftes.
MG3-maskingeværet bruges med betegnelsen LMG M/62 (let maskingevær model 1962) den dag i dag af Hæren i Danmark, men betjenes her kun af to mand; en skytte og en hjælper.